# 중앙시장광장

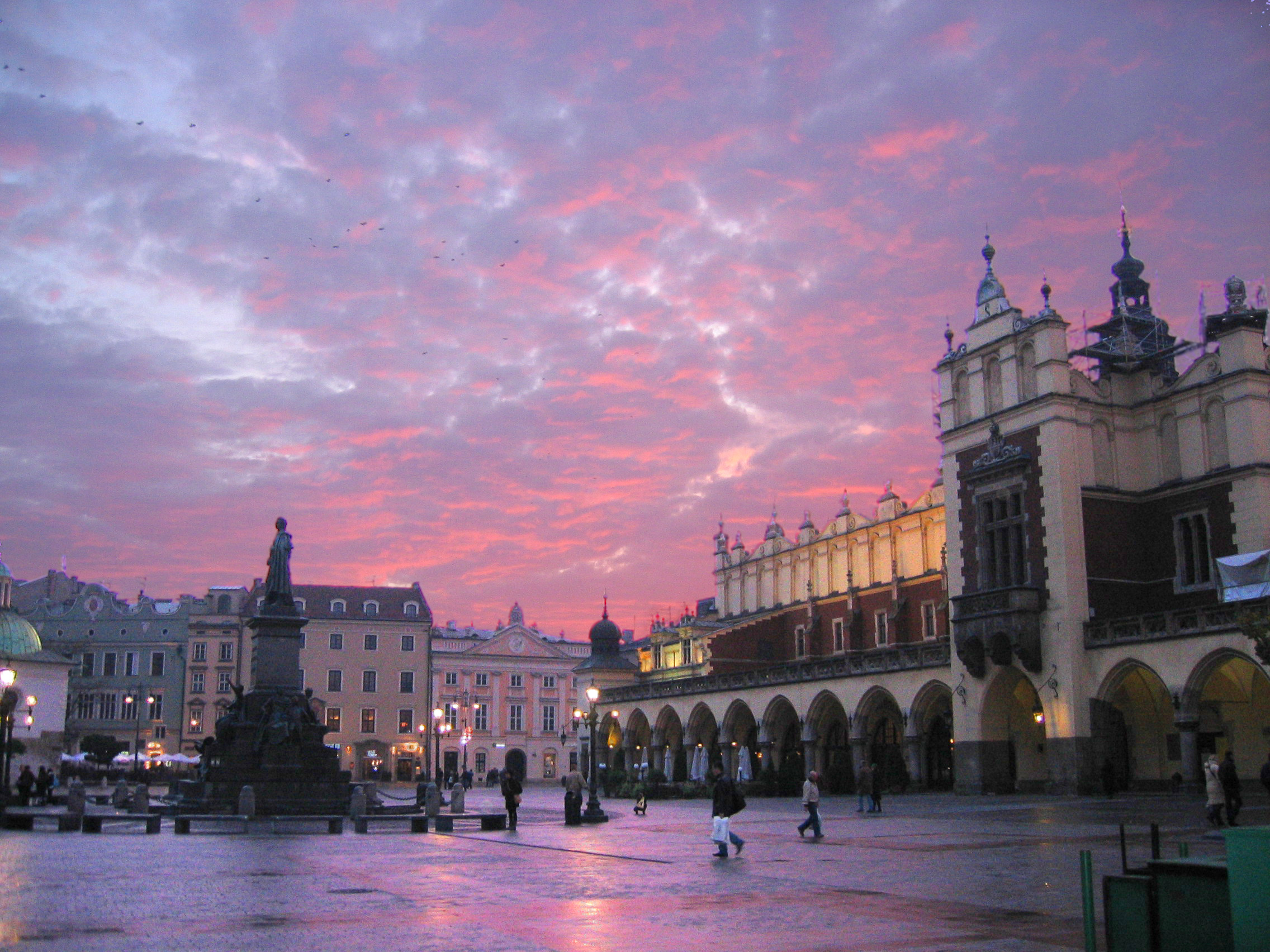
중앙시장광장

중앙시장광장(폴란드어: Rynek Główny)은 폴란드 크라쿠프 중심에 있는 시장 광장이다. 수키엔니체, 성 보치에하 교회, 성모 승천 교회, 아담 미츠키에비치 기념비, 라투슈초바 탑 등의 건축물이 위치하고 있다.